# Post (motorfiets)
Post is een historisch Nederlands merk van scooters, die mogelijk nooit in productie kwamen.
NV Rubicon Rijwiel- en Motorenfabriek, Apeldoorn. 
Nederlands bedrijf dat in 1953 bekendmaakte drie scootermodellen op de markt te brengen, namelijk van 49, 70 en 100 cc. Er werd een model tentoongesteld op de RAI maar in 1954, toen er geen RAI was maar wel een Motorsalon in Brussel, was het merk alweer verdwenen. 